# Сосновый Бор (Тверская область)
Сосновый Бор — деревня в Оленинском районе Тверской области России. Входит в состав Гусевского сельского поселения.

## История
В 1966 г. указом президиума ВС РСФСР деревня Потеряловка переименована в Сосновый Бор.

## Население
| 2010 |
| ---- |
| 0    |